# Обратная постоянная Фибоначчи

3,3598856662 4317755317 2011302918 9271796889 0513373196
8486495553 8153251303 1899668338 3615416216 4567900872
9704534292 8853913304 1367890171 0088367959 1351733077
1190785803 3355033250 7753187599 8504871797 7789700603
9564509215 3758927752 6567335402 4033169441 7992939346
1099262625 7964647651 8686594497 1021655898 4360881472
6932495910 7947387367 3378523326 8774997627 2775794685
3676918541 9814676687 4299876738 2096913901 2177220244
0520815109 4264934951 3745416672 7895534447 0777775847
8025963407 6907484741 5557910420 0675015203 4107053352
8512979263 5242062267 5375680557 6195566972 0848843854
4079833242 9285136807 0827522662 5797511886 4646409673
7461572387 2362955620 5361220302 4635409252 6784242243
4703631036 3201466298 0402490155 7872445617 6000319551
9879059699 4202917886 6949174808 0967465236 8265408693
8399069873 2117521669 5706385941 1814553647 3642687824
6292616665 0100098903 8048233595 1989314615 0108288726
3928876699 1714930405 3057745574 3215611672 9898561772
9731395370 7352919668 8432789802 2165047585 0280918062
9100244427 7017460241 0404177860 6919006503 7142835294
…
Обратная постоянная Фибоначчи (обозначение — {\displaystyle \psi }) определяется как сумма бесконечного ряда чисел, обратных чисел Фибоначчи:
{\displaystyle \psi =\sum _{k=1}^{\infty }{\frac {1}{F_{k}}}={\frac {1}{1}}+{\frac {1}{1}}+{\frac {1}{2}}+{\frac {1}{3}}+{\frac {1}{5}}+{\frac {1}{8}}+{\frac {1}{13}}+{\frac {1}{21}}+\cdots .}
Поскольку при неограниченном увеличении номера k число {\displaystyle {\tfrac {F_{k}}{F_{k+1}}}} приближается к величине {\displaystyle \varphi ^{-1}=0{,}6180339887...,} обратной золотому сечению, которая по модулю меньше единицы, то по признаку Д’Аламбера сумма сходится.
Один из алгоритмов быстрого численного приближения его значения был описан Биллом Госпером. Обратный ряд Фибоначчи сам по себе обеспечивает {\displaystyle O(k)} знаков точности для k членов разложения, где {\displaystyle O} — o «большое», в то время как ускоренный ряд Госпера обеспечивает {\displaystyle O(k^{2})} знаков. Число {\displaystyle \psi } иррационально: предположение об этом было высказано Полом Эрдёшем, Рональдом Грэмом и Леонардом Карлитцем и доказано в 1989 году Ричардом Андре-Жаннином.
Представление константы в виде непрерывной дроби:
{\displaystyle \psi =[3;2,1,3,1,1,13,2,3,3,2,1,1,6,3,2,4,362,}
{\displaystyle 2,4,8,6,30,50,1,6,3,3,2,7,2,3,1,3,2,\dots ]\!\,.} (последовательность A079587 в OEIS)